# فرائد السمطين (كتاب)
فرائد السمطين هو موسوعة حديثية للعلامة السني إبراهيم بن محمد بن حموي الجويني، المتوفى عام 1322م (722هـ). وُلد الجويني عام 644هـ (1246)م.
وقد أثنى عليه الذهبي في كتابه تذكرة الحفاظ قائلًا:
سمعت حديثًا من الإمام والمحدث فخر الإسلام صدر الدين إبراهيم بن محمد المؤيد بن حموة الخراساني الجويني شيخ الصوفية جاء إلينا ليحصل على حديث، فحدّثنا عن رجلين من رفقاء المؤيد الطوسي. كان الجويني حريصًا جدًا في الحصول على الحديث، وكان قارئًا جيدًا حسن المظهر، وقويًا وتقيًا، وعلى يديه أسلم الملك غازان، وتوفي عام 722 عن عمر يناهز 78 عامًا. رحمه الله. 